# Gries-San Quirino
Gries-San Quirino (Gries-Quirein in tedesco) è una delle cinque circoscrizioni di Bolzano. Con oltre 30 000 abitanti è la più popolata della città. Ha una superficie di 13,46 km² ed è quindi la seconda per estensione geografica. Fu un comune mercato dal 1901 al 1925.

## Nome

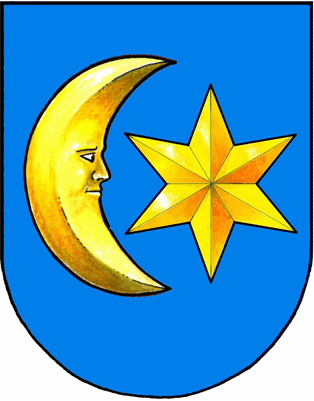
Vecchio stemma di Gries

Il nome deriva da due toponimi storici:
- Gries /ɡriːəs/ era originariamente un comune autonomo a vocazione agricola, attestato già nel 1185 come Griaz, nel 1186 come Grize, nel 1320 come Griez e nel 1525 come "Gries".[1] Il nome di origine germanica indica il terreno alluvionale sul quale si estende.

Il nome più antico di Gries era invece Keller, anch'esso nome germanico attestato fino nel tardo Medioevo e legato alla cantina vinicola della chiesa vescovile di Frisinga (in Baviera) che era situata nell'ex maso Lofferer vicino all'antica chiesa parrocchiale di Gries. Si hanno le attestazioni di Chelre e Cheller del 1293 e di Kelre e Keller ancora nel 1318.
Gries venne unito al comune capoluogo alla fine del 1925 durante il Fascismo. L'ultimo borgomastro democraticamente eletto, e destituito dal regime assieme al consiglio comunale, fu Josef Mumelter-Möckl. Un largo viale scenografico, la Via del Littorio, del 9 Maggio o dell'Impero (dal 1945 Corso della Libertà), venne realizzato nel 1936/37 al posto della strada sterrata che allora univa i due centri abitati passando attraverso le campagne. Come in pochissimi altri casi, il toponimo tedesco (pronunciato "Grìes") è stato preservato anche in italiano, non subendo l'italianizzazione odonomastica generalmente operata dal fascismo in provincia di Bolzano.
Oggi Gries, con il vecchio centro, il monastero benedettino di Muri-Gries e la chiesa di Sant'Agostino, conserva la sua caratterizzazione di "paese" nella città, anche se i confini si confondono sempre più con gli altri quartieri. Rimangono a tutt'oggi importanti masi d'origine medievale, in genere dediti alla viticoltura, quali Möckl, Schmid-Oberrautner, Egger-Ramer, Kofler auf Zeslar (Rundenstein) o Fuchs im Loch. Di particolare pregio è il maso, sotto tutela architettonica, del Mauracher, vicino alla strada per la Val Sarentino.
- San Quirino (Quirein) era una delle sette frazioni rurali di Gries e deve il suo nome a San Quirino di Neuss, patrono dell'abbazia di Tegernsee (in Baviera). I monaci benedettini dell'abbazia di Tegernsee avevano delle vigne in questa località sulla sponda destra del Talvera, e una piccola chiesetta dedicata al santo, di cui oggi esiste ancora la cripta, inglobata nel maso Gugler. Il toponimo è attestato nel 1180-1190 come ad Sanctum Quirinum[6] e nel 1474 come sandt Krein[7].

## Geografia fisica

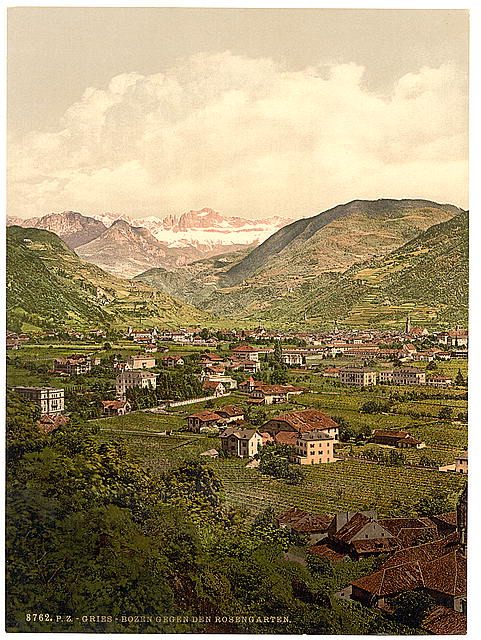
Fotografia (colorata ex post) di Gries verso il Catinaccio del 1890 ca.

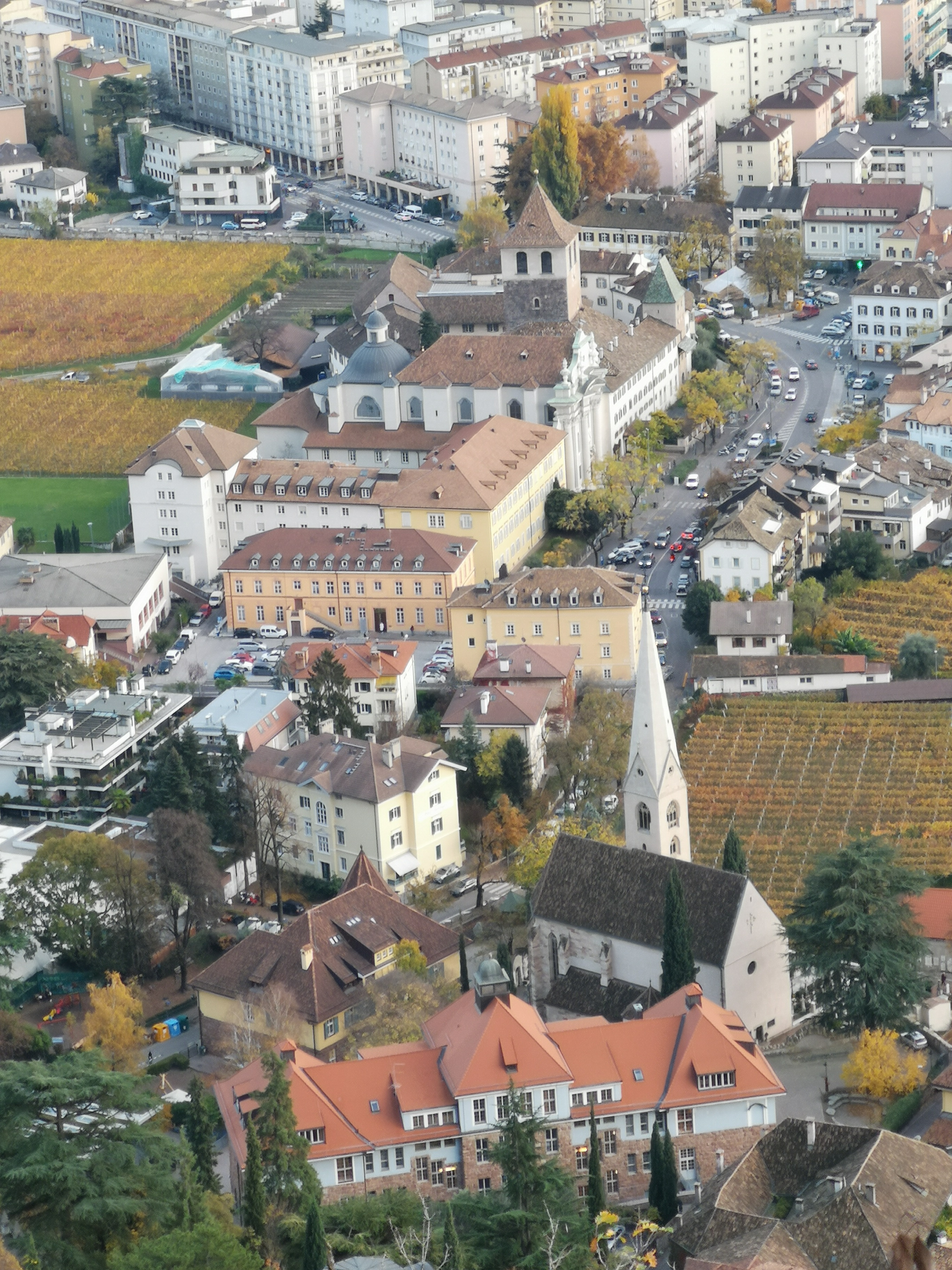
Gries visto dal Guncinaː si intravedono la scuola elementare di Gries, la vecchia parrocchiale, il convento di Muri-Gries, la piazza Gries e l'inizio di corso Libertà

La circoscrizione odierna è prevalentemente pianeggiante, protetta a nord dai contrafforti del Guncina (Guntschna o Guntschnaberg) che le donano in clima mite e comprende Gries e le località Fago/Fagen, San Maurizio/Moritzing, Guncina, San Giorgio/St. Georgen, Sand/Sabbia, San Quirino/Quirein e parte del Bivio/Kaiserau.
Circoscrizioni e comuni limitrofi:
- Centro-Piani-Rencio
- Europa-Novacella
- Oltrisarco-Aslago
- Don Bosco
- Comune di Appiano
- Comune di Renon
- Comune di San Genesio

### San Maurizio
San Maurizio (Moritzing) è un territorio agricolo ai margini della città, ricco di imprese vinicole. Prende il nome dalla chiesetta romanica di San Maurizio, fortemente rimaneggiata in epoca gotica e barocca: l'unica struttura romanica ancora esistente è l'abside parzialmente affrescata.
Nelle vicinanze della chiesetta è posto uno dei masi più antichi e imponenti della zona di Gries, l'Anreiterhof, ex-fattoria del vescovo di Bressanone.
Qui si trovano anche l'antico Schwefelbad ("Bagni di zolfo"), l'ospedale generale regionale "Lorenz Böhler" e la centrale operativa del soccorso sanitario (112, Croce Bianca, Croce Rossa Italiana, Elisoccorso provinciale).
Nel 1981 qui si scoprì un sito di sepoltura risalente della tarda età del ferro (tra il V e il III secolo a.C.), con 32 urne funerarie e un ricco corredo di oggetti di uso comune e vestiti.
Il toponimo originario della zona è invece Russan, un nome prediale tardoantico, attestato nel 1164-1173 come tale, che fu soppiantato solo dal XV secolo con il nome di Moritzing, attestato attorno al 1400 come S. Moritzing e nel 1596 come St. Mauritzius zu Moritzing. La forma italiana è stata creata dal fascismo solo nel 1940, mentre manca nell'elenco dei nomi italianizzati approntato da Ettore Tolomei.

## Storia

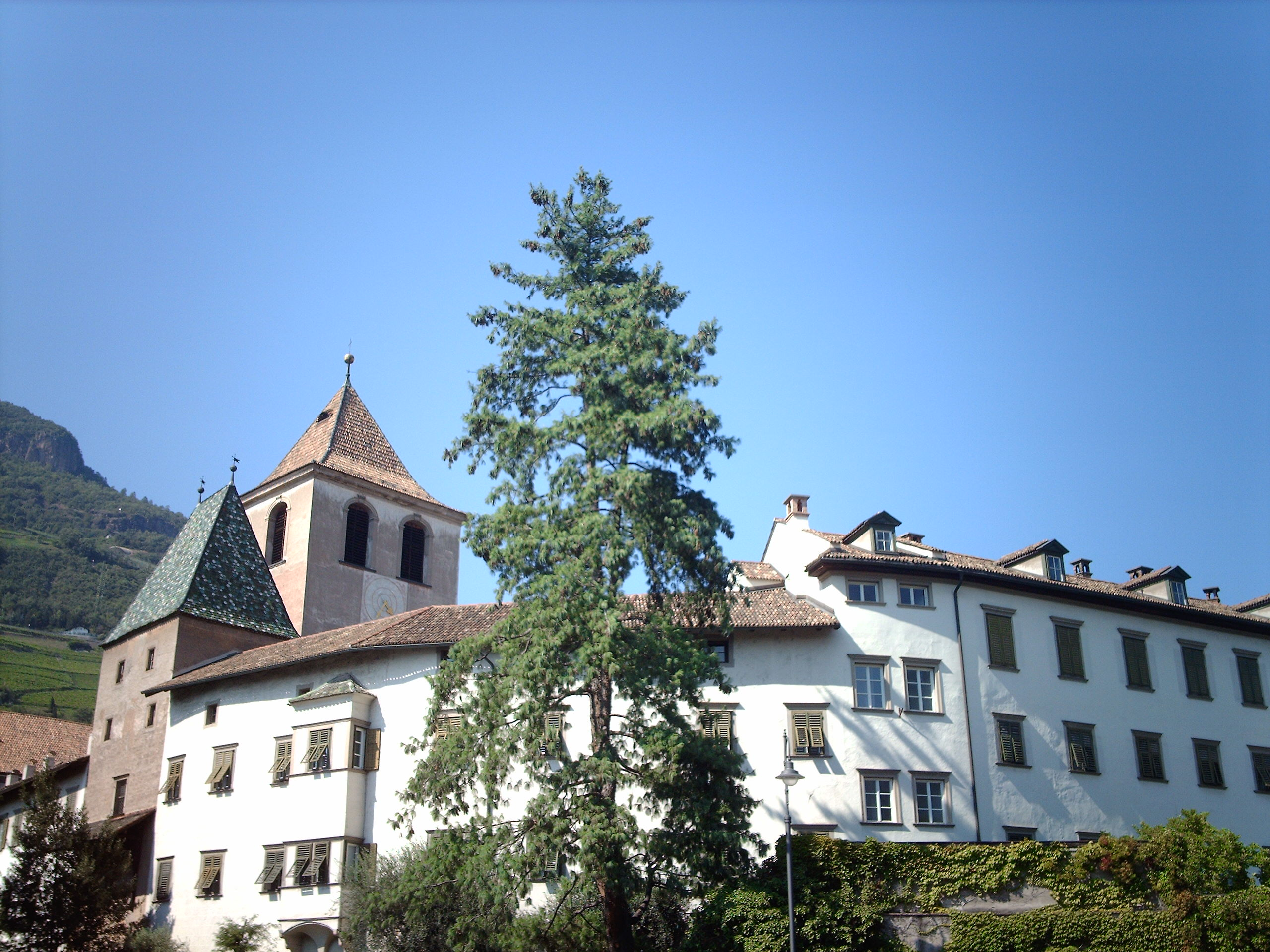
Abbazia di Muri-Gries

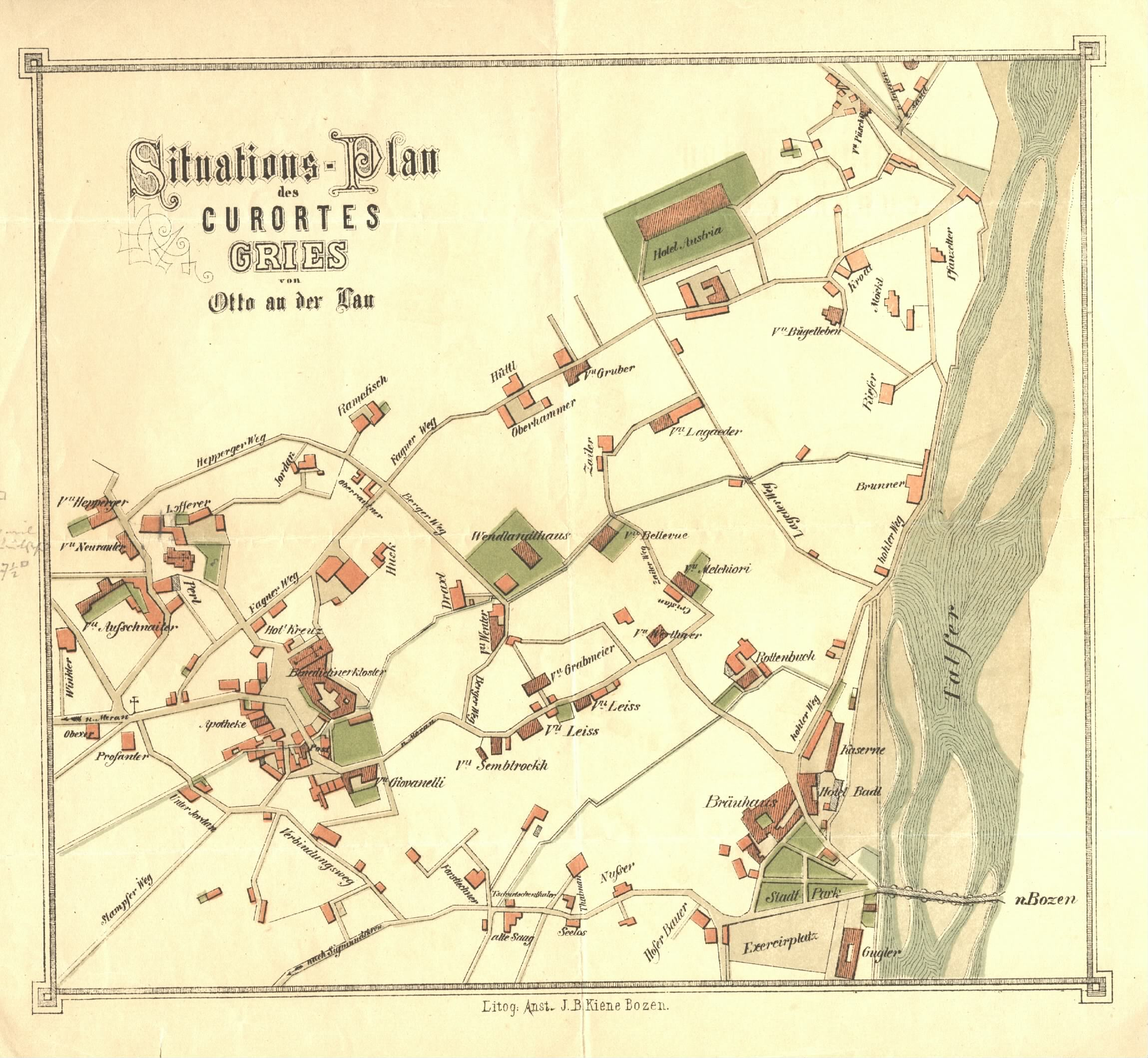
Piantina del Kurort di Gries nel 1884, a cura di Otto an der Lan

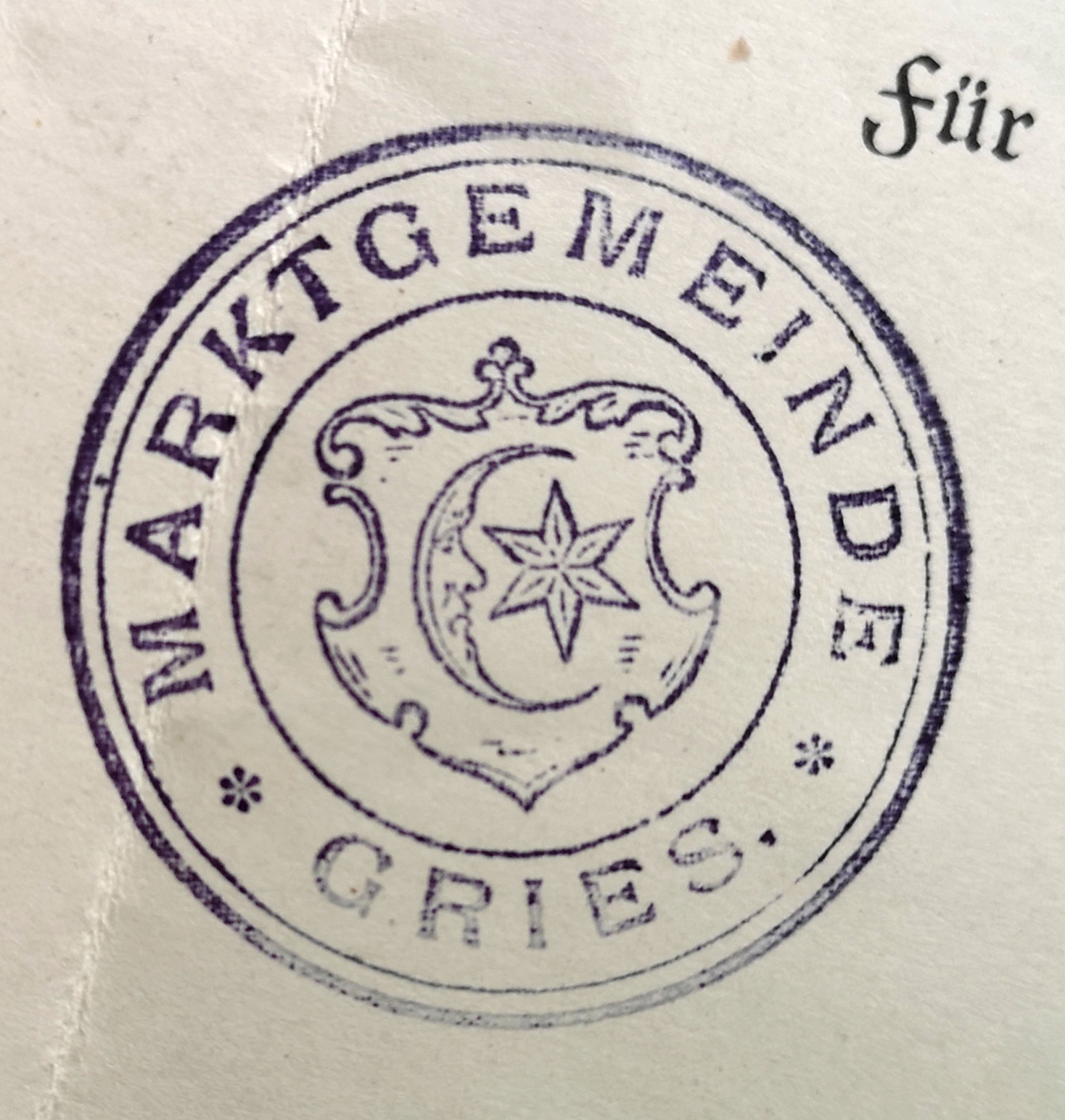
Timbro ufficiale dell'ex Marktgemeinde Gries, ante 1918

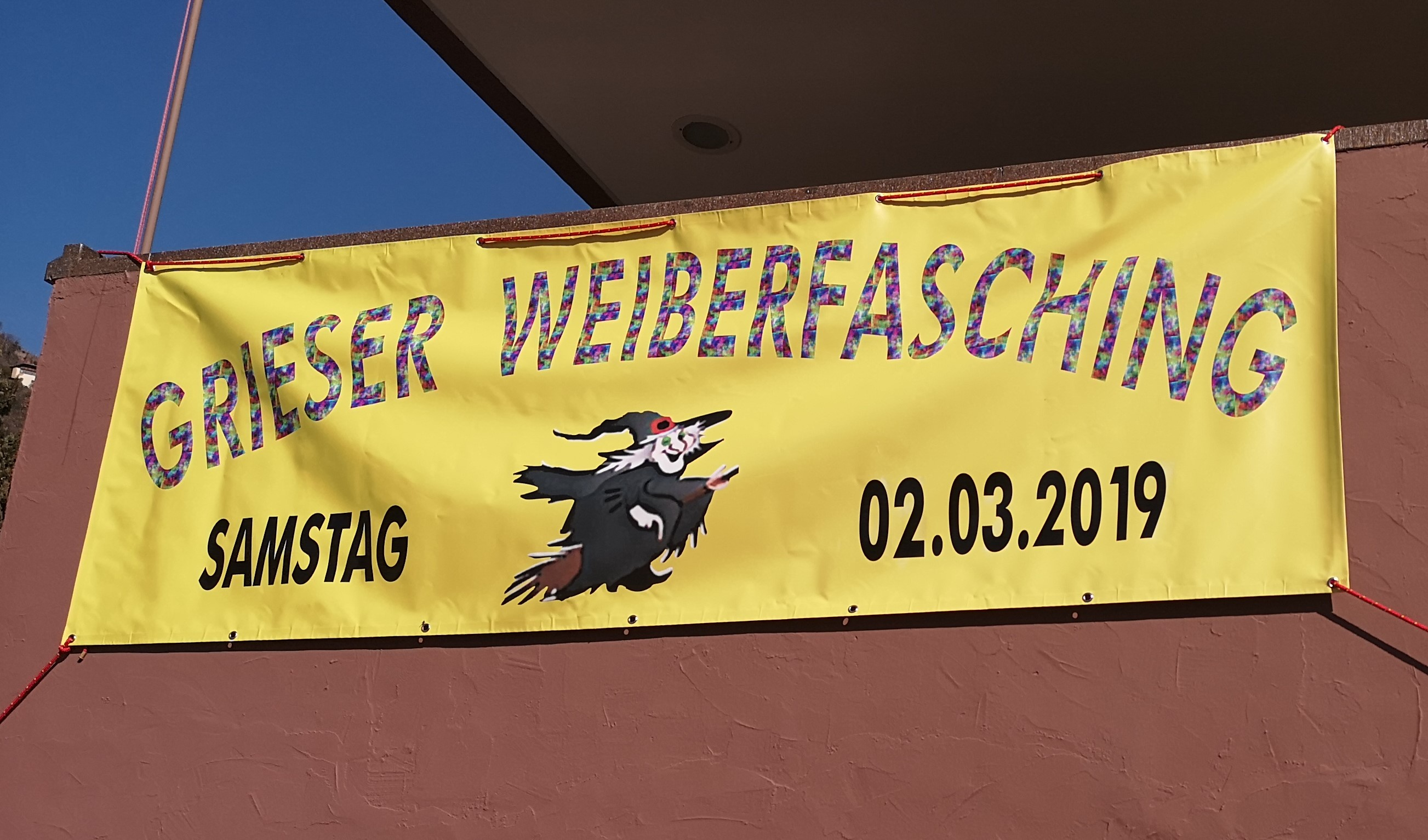
Il carnevale femminile di Gries (Grieser Weiberfasching) del 2019

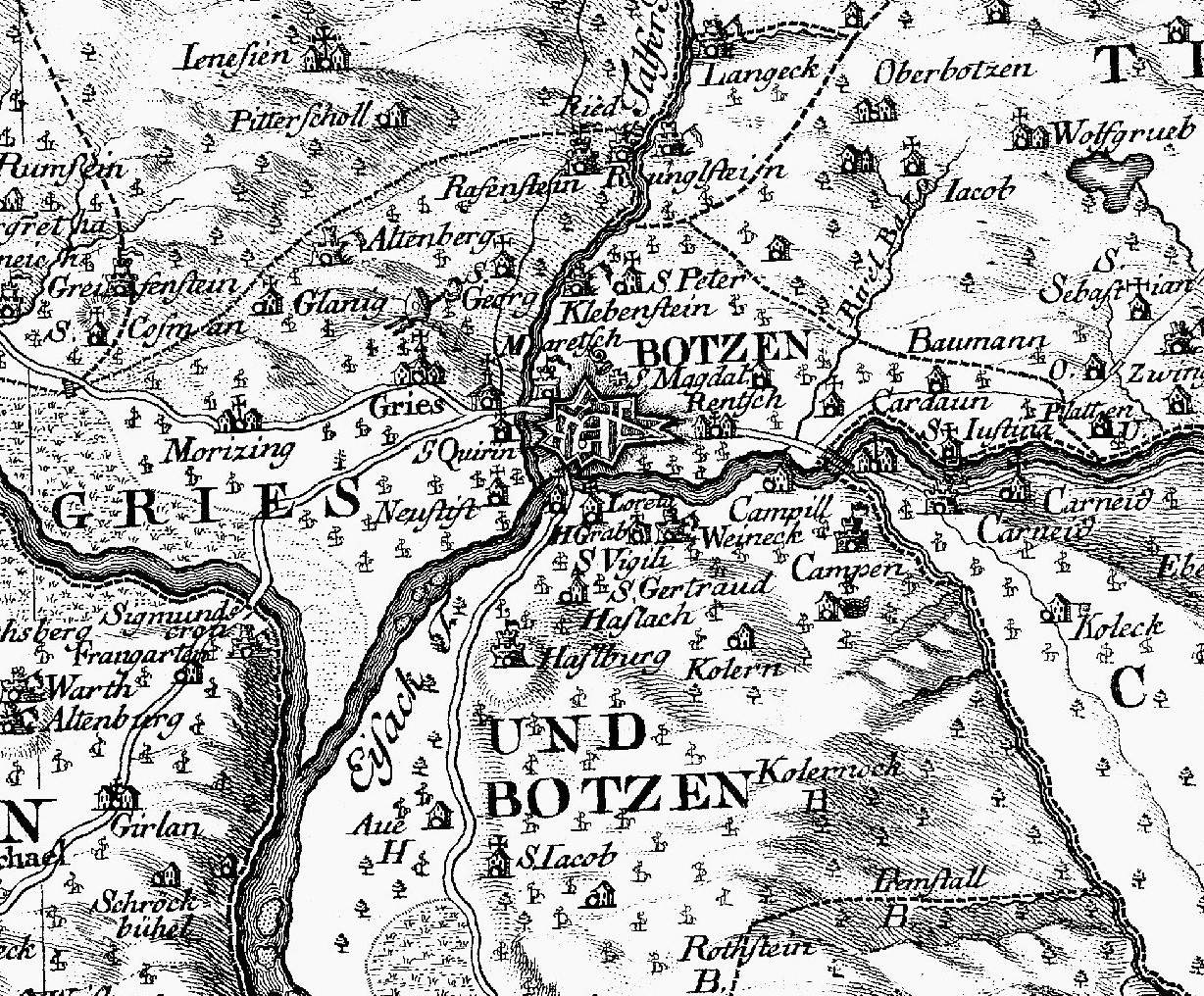
L'area di Bolzano e Gries risulta densamente antropizzata sul Atlas Tyrolensis del 1774

Gries ha una storia parallela a Bolzano. Si sviluppò come centro agricolo intorno a una fortificazione eretta in epoca altomedievale da una dinastia oggi estinta, i conti di Morit-Greifenstein. Gries acquistò importanza nei confronti di Bolzano quando il conte tirolese Mainardo II e i suoi figli puntarono su Gries come borgo concorrenziale alla città vescovile. Il duca austriaco Federico IV aggregò nel primo Quattrocento il monastero agostiniano di S. Maria in Augia (in tedesco St. Maria in der Au; fondato dal conte Arnold III di Morit-Greifenstein e dalla sua consorte bavarese Mathilde di Valley negli anni Sessanta del dodicesimo secolo) al "castello di Gries", l'attuale abbazia di Muri-Gries.
Nel XIX secolo Gries si sviluppò molto come luogo di cura e stazione climatica (Kurort Gries), ospitando molte personalità dell'Austria-Ungheria e della Germania bismarckiana; a questi si devono la costruzione della chiesa luterano-evangelica (Christuskirche) nel 1908. A quest'epoca risalgono il sanatorio Grieserhof, le passeggiate del Guncina (Guntschnapromenade), inaugurate il 30 ottobre 1892 e dedicate originariamente all'arciduca austriaco Heinrich (Erzherzog-Heinrich-Promenade), figlio di Ranieri Giuseppe d'Asburgo-Lorena deceduto nel 1891.
Nel 1901 l'imperatore Francesco Giuseppe I elevò Gries a comune mercato. Nel 1913 l'architetto Richard Müller di Dresda redasse un nuovo piano regolatore che però non fu messo in atto causa lo scoppio della prima guerra mondiale.
Negli anni venti e trenta il quartiere venne urbanizzato, dopo l'aggregamento dell'ex-comune mercato di Gries alla città di Bolzano nel 1925, con la costruzione della "Grande Bolzano", prevedente strade e palazzi in stile razionalista/monumentale italiano (quale l'odierno Corso della Libertà) dove ospitare le infrastrutture governative, come il Monumento alla Vittoria di Marcello Piacentini (del 1926-28), il Tribunale, l'ex Casa del Fascio (oggi Palazzo degli Uffici finanziari), col grande altorilievo di Hans Piffrader, e il Commissariato del Governo (che sostituì la Villa Wendlandt di cui rimane il parco). Oltre a questi palazzi vennero costruite dal 1928 case in stile neo-veneziano (lungo la direttrice via Venezia) destinate a ospitare i funzionari dei palazzi sopraccitati.
A Gries, oltre al monastero dei Benedettini e alla Vecchia Parrocchiale, dove si conserva uno dei capolavori della produzione artistica di Michael Pacher, il Flügelaltar dedicato all'incoronazione di Maria, troviamo oggi diverse scuole, il teatro Comunale, il tribunale, l'ospedale regionale e il comando delle truppe alpine.
Un polo culturale è rappresentato dalla vicinanza della Biblioteca provinciale "Dr. Friedrich Tessmann", gli archivi provinciali e statali e la soprintendenza ai beni culturali, situati nel e attorno al seicentesco palazzo Rottenbuch.
Continua la produzione vinicola, soprattutto di Lagrein, Santa Maddalena e Merlot dell'Alto Adige, sia grazie ai produttori della Cantina Sociale di Bolzano sia alle cantine del Convento di Muri-Gries.

## Monumenti e luoghi d'interesse

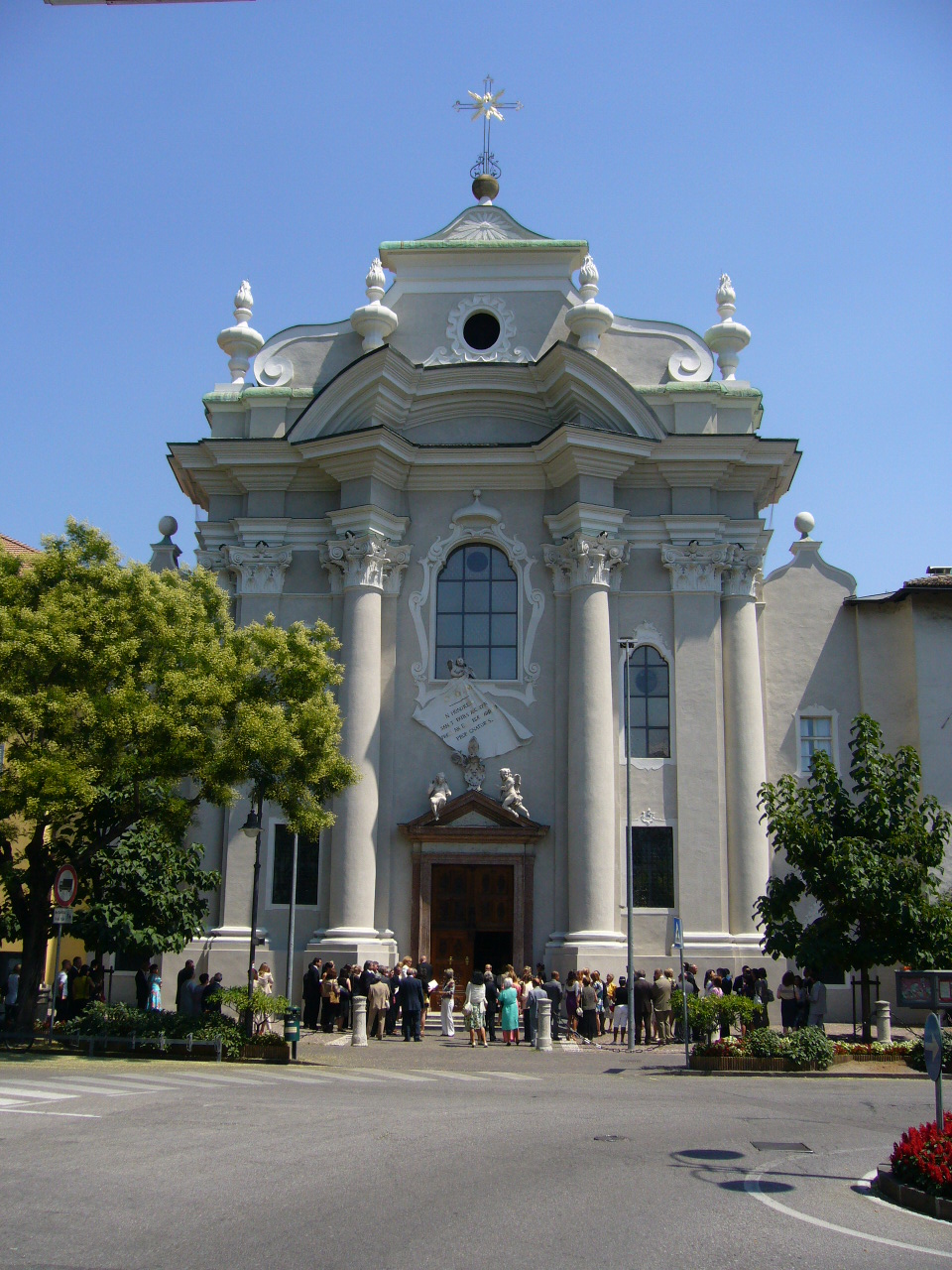
La Chiesa di Sant'Agostino.

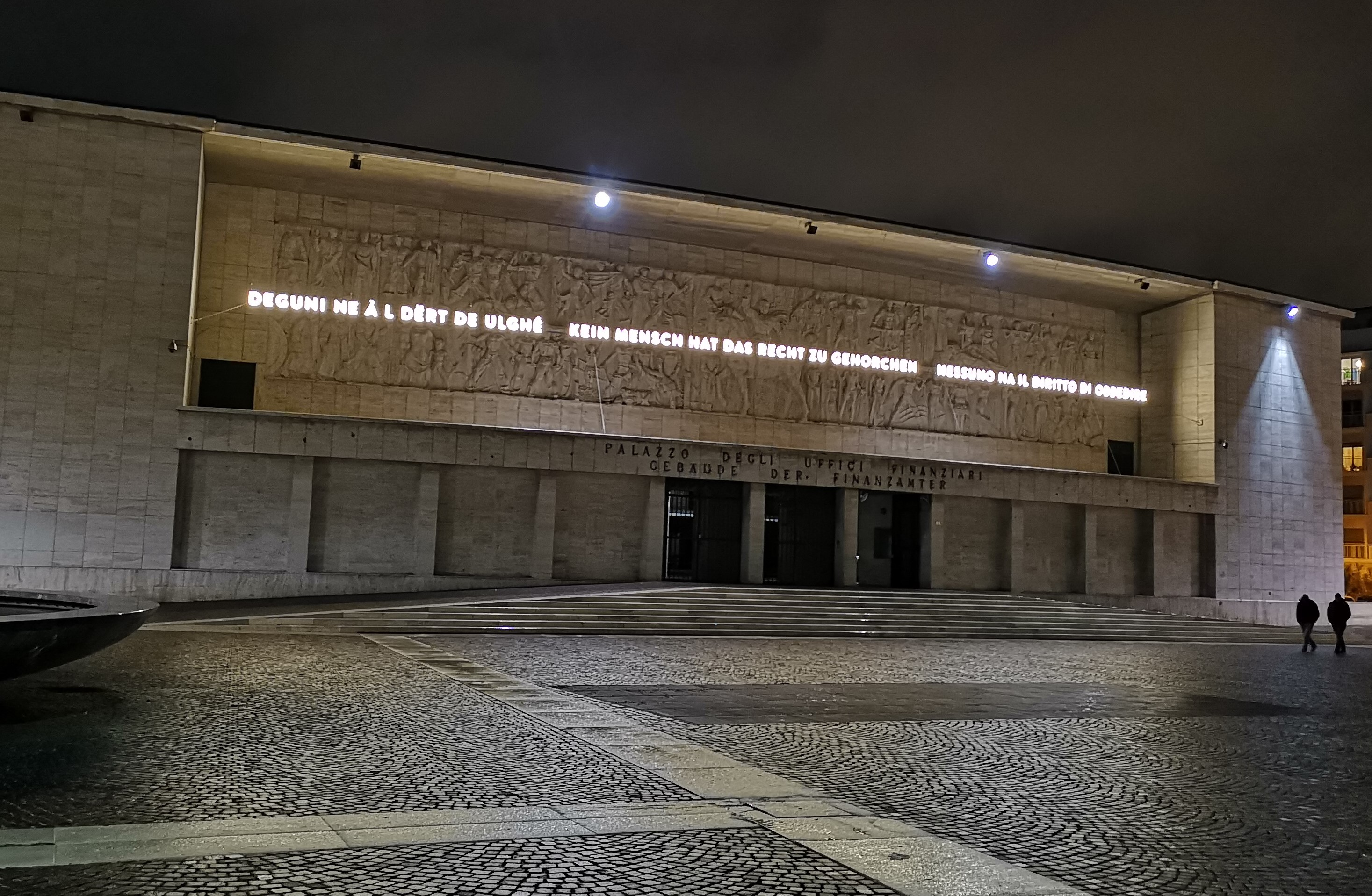
La scritta luminosa con una citazione di Hannah Arendt, apposta sopra il bassorilievo dell'ex Casa del fascio.

- Convento di Santa Maria in Augia. Antico monastero agostiniano eretto nel 1160 e abbandonato nel '400. Oggi ne restano le rovine.
- Abbazia di Muri-Gries. È un complesso medievale sorto sul luogo dell'antico castello dei conti del Tirolo. Ospita la scenografica Chiesa di Sant'Agostino, barocca.
- Vecchia Parrocchiale di Gries. Gotica, conserva uno dei capolavori della produzione artistica di Michael Pacher, il polittico dedicato all'Incoronazione di Maria.
- Palazzo Berndorf-Hepperger presso la Vecchia Parrocchiale di Gries.
- Villa Zeltnerheim, dimora tardo-ottocentesca in via Defregger.
- Il Monumento alla Vittoria, voluto dal fascismo nel 1926/28, che ospita un percorso espositivo permanente sulla storia delle due dittature nazifasciste a Bolzano, e l'omonima piazza circostante.
- L'ex Casa del fascio di Bolzano con un monumentale fregio fascista, ricontestualizzato nel 2017 con una citazione di Hannah Arendt[15].
- L'ex Campo di transito di Bolzano, Lager nazista del 1944/45 ubicato in via Resia 80, oggi luogo della memoria.

## Borgomastri
Dal 1850, con l'entrata in vigore della nuova legge comunale austriaca, fino alla soppressione del Comune autonomo da parte delle autorità fasciste alla fine del 1925 e il suo inglobamento in Bolzano, vi furono sei borgomastri (Bürgermeister) eletti a Gries:
- Karl von Zallinger, 17 settembre 1850 – 20 ottobre 1860
- Anton Schmid, 2 marzo 1861 – 9 luglio 1876
- Johann Nepomuk barone von Giovanelli, 24 settembre 1876 – 3 dicembre 1876
- Franz Tutzer, 14 gennaio 1877 – 23 maggio 1886
- Franz Lintner-Unterrautner, 11 luglio 1886 – 7 dicembre 1907
- Josef Mumelter-Möckl, 3 gennaio 1908 – 10 dicembre 1925

L'amministrazione comunale di Gries si trovava nel palazzo Altmann, l'ex municipio, costruito nel secondo Ottocento dall'architetto civico di Bolzano, Sebastian Altmann. Oggi l'edificio è sede della circoscrizione e offre spazi a diverse associazioni.

## Quartieri circoscrizionali

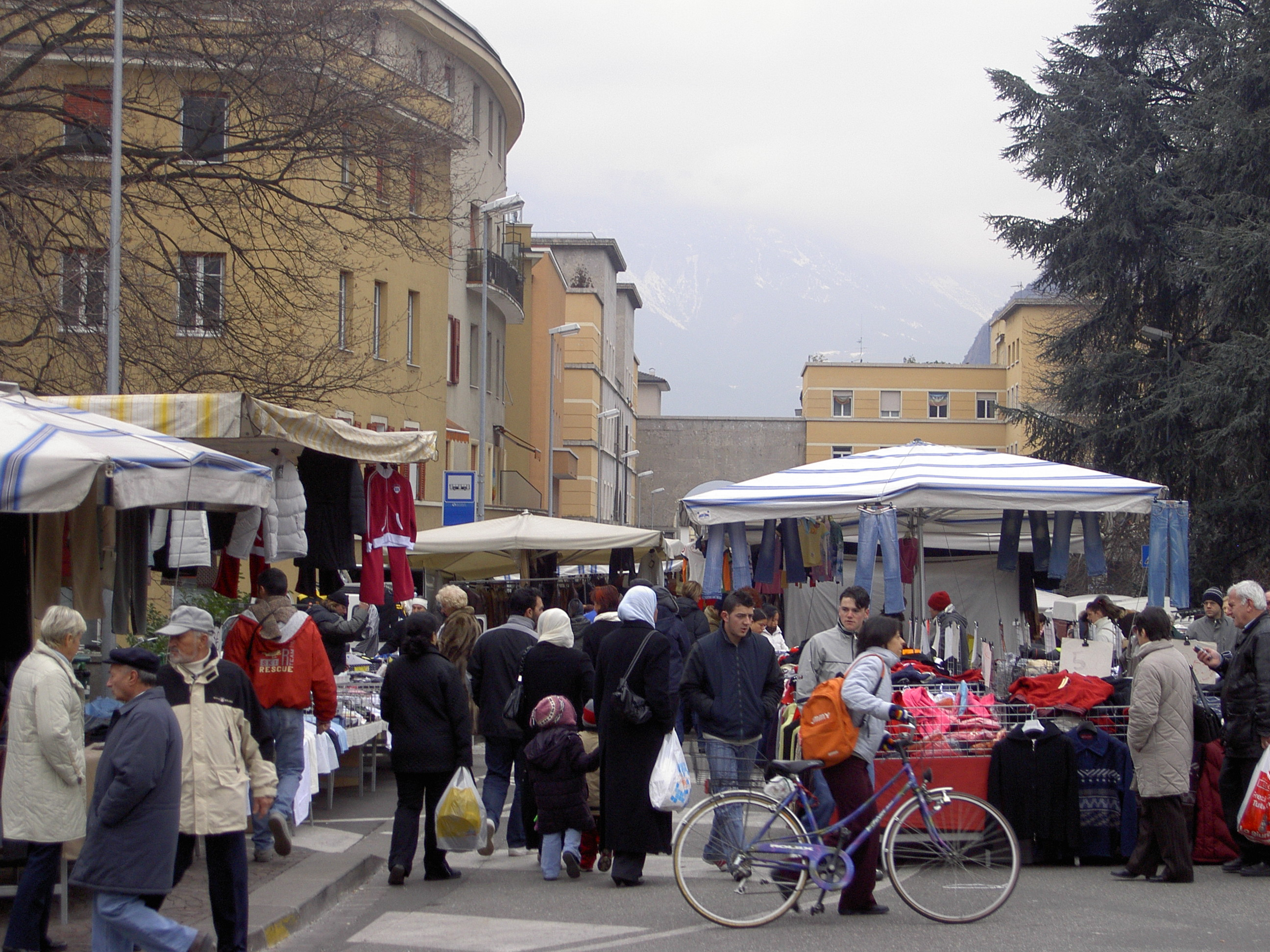
Mercato settimanale del sabato (Samstagmarkt)

- Gries. Il quartiere sviluppato attorno alla piazza principale (Grieser Platz) e il monastero e tutto corso Libertà, comprendente gli antichi quartieri di Hof e Haimgarten, oggi non più esistenti.
- San Maurizio (Moritzing). Il quartiere sviluppato a ovest di Gries, comprendente anche l'ospedale a le campagne limitrofi.
- San Quirino (Quirein). Il quartiere sviluppato a sud-est di Gries, limitata dal Talvera, viale Druso, corso Italia e corso Libertà.
- Guncina-Cologna (Guntschna - Glaning). Il quartiere a nord di Gries, comprendente la parte appena sotto la montagna, il Guntschnaberg appunto, e le case sulla costa fino al confine comunale.
- Fago (Fagen). Il quartiere sviluppato attorno all'omonima via, attorniato da Guncina e il torrente Talvera e Gries.
- Roen. Il quartiere attorno all'omonima via che arriva fino al tribunale.
- Prati di Gries (Grieser Auen). Denominato anche Druso Est, è un quartiere residenziale di nuova costruzione situato a nord dell'incrocio tra via Resia e via Druso, corrente a nord di quest'ultima che già si chiamava Neufeld.